# María Salas Larrazábal
María Salas Larrazábal, també coneguda com a Mary Salas (Burgos, 22 de novembre de 1922, Madrid, 15 de novembre de 2008) va ser una escriptora, periodista, especialista en educació d'adults i pionera del món laic femení espanyol. Va estar vinculada a Acció Catòlica, va ser la primera presidenta de l'ONG Mans Unides. Pionera en la lluita per la igualtat en 1960 va ser cofundadora del Seminari d'Estudis Sociològics sobre la Dona precursor dels estudis de gènere a Espanya i posteriorment va impulsar en 1986 el Fòrum d'Estudis sobre la Dona que va presidir.

## Publicacions
- Nosotras las solteras. (1959) Juan Flors, Editor. Colección Remanso
- De la promoción de la mujer a la teología feminista: cuarenta años de historia. (1993)